# Klassenveldtheorie
In de abstracte algebra, een deelgebied van de wiskunde, is de klassenveldtheorie (Belgische term) of klassenlichamentheorie (Nederlandse term) een belangrijk onderdeel van de algebraïsche getaltheorie. 
De klassenveldtheorie houdt zich bezig met de beschrijving van abelse uitbreidingen van globale- en lokale velden. Het label "klassenveld" verwijst naar een velduitbreiding (Vlaamse term) of lichaamsuitbreiding (Nederlandse term), die voldoet aan een technische eigenschap die historisch is gerelateerd aan ideaalklassengroep. Een van de belangrijkste stellingen is dat klassenvelden identiek zijn aan abelse uitbreidingen.
Drie thema's, die aan het einde van de 19de eeuw in de getaltheorie speelden, hebben tot de klassenveldtheorie geleid:
- relaties tussen abelse uitbreidingen en ideaal klassengroepen,
- dichtheidsstellingen voor priemgetallen (en L-functies)
- reciprociteitswetten.

Deze drie thema's zijn vervolgens verder uitgewerkt, aan elkaar gekoppeld en concreet gemaakt in de werken van onder andere Leopold Kronecker, Heinrich Weber, David Hilbert, Teiji Takagi, Emil Artin, Helmut Hasse en Claude Chevalley. 
De meeste van de centrale resultaten in de klassenveldtheorie werden in de periode tussen 1900 en 1950 bewezen. De theorie ontleent zijn naam aan enkele vroege ideeën, vermoedens en resultaten zoals die over het Hilbert-klassenveld, die zo rond 1930 in de klassenveldtheorie waren verwerkt. 
De ideaalklassengroep (een fundamenteel object van studie binnen een enkelvoudig getallenlichaam K, zoals een kwadratisch veld), wordt ook gezien als een Galoisgroep van een velduitbreiding L/K; een structuur gebouwd bovenop K en een structuur, waar mogelijk irrationele getallen bij betrokken zijn die verdergaan dan vierkantswortels.